# Compañía editorial Zhonghua

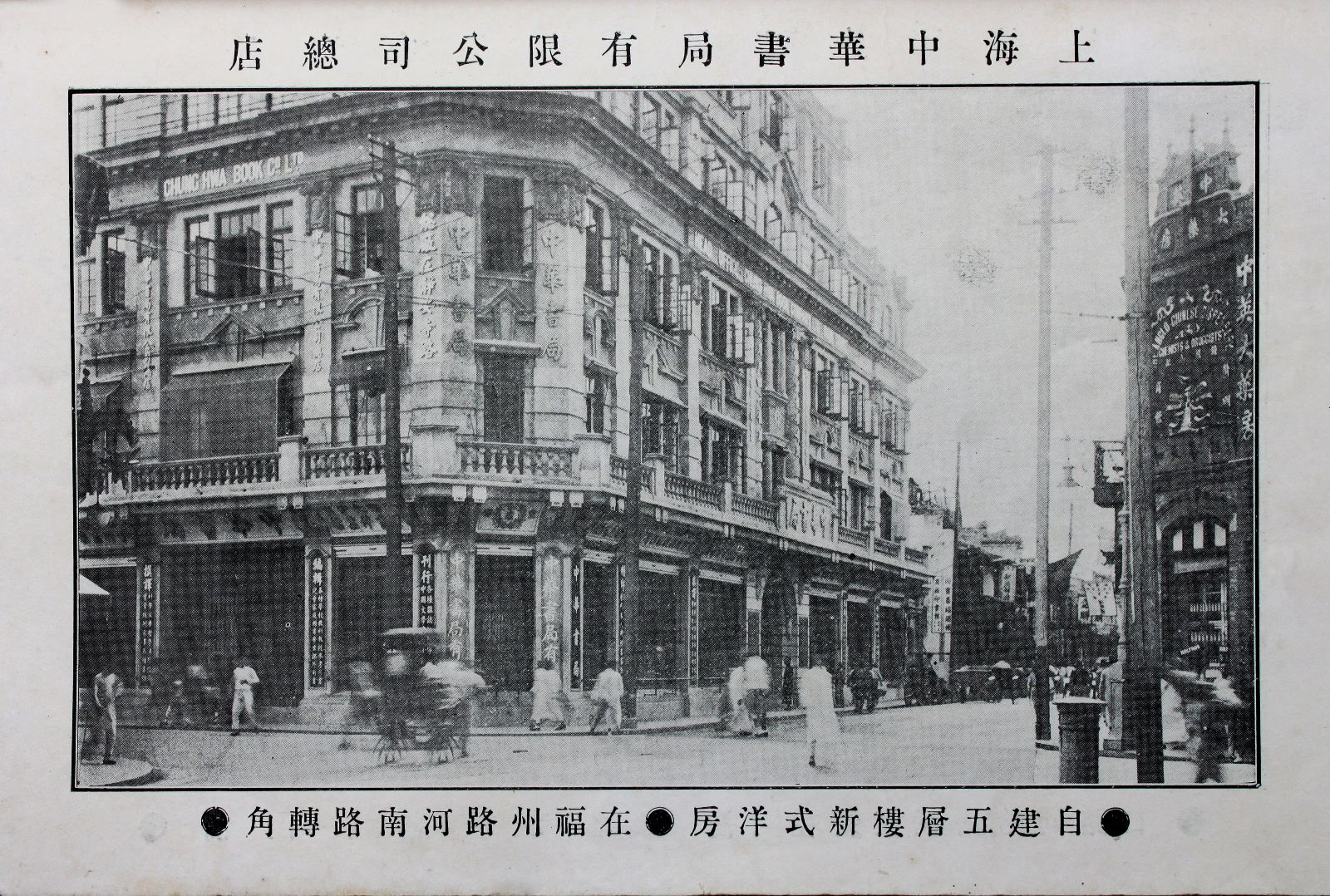
La sede de Zhonghua Libro Compañía en la calle Fuzhou, Shanghái, China en 1916.

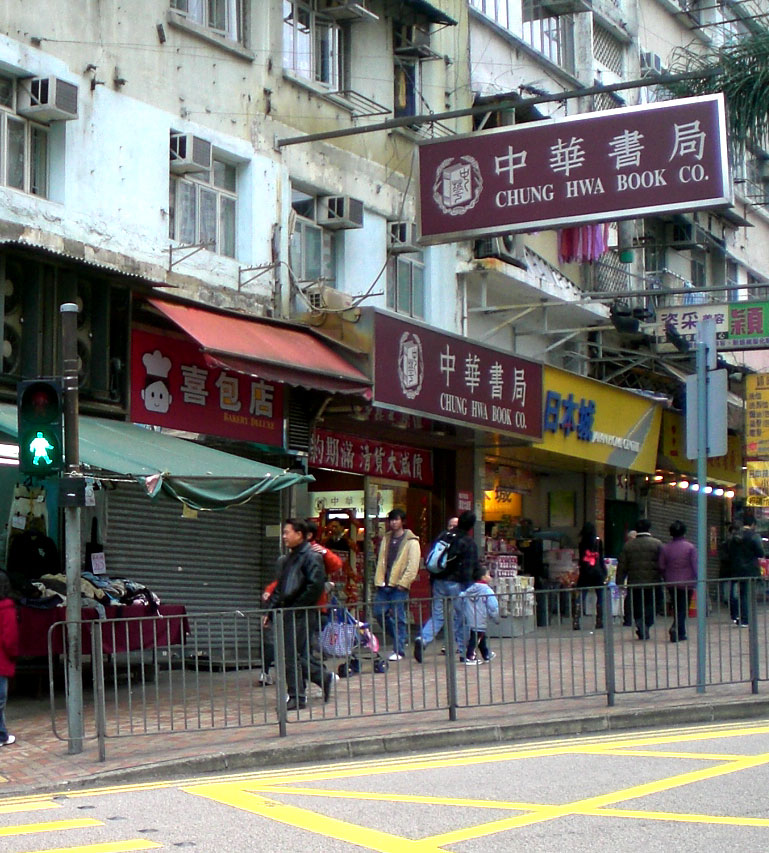
Tienda de Chunghwa en Distrito de Kwun Tong, Hong Kong.

La Compañía editorial Zhonghua (en chino tradicional, 中華書局有限公司; en chino simplificado, 中华书局有限公司; pinyin, Zhōnghuá Shūjú Yoǔxìan Gōngsī), anteriormente llamado Chunghwa, Es una editorial que se centra en las humanidades, y especialmente en las obras clásicas chinas. Su sede se encuentra en Beijing.

## History
La Compañía editorial Zhonghua fue fundada por el Señor Lu FeiKui, famoso pensador y editor educativo, en enero de 1912 en Shanghái. De acuerdo con el objetivo de "iluminar al pueblo", Zhonghua editó y publicó principalmente libros de texto en sus primeros años, y contribuyó a la difusión de la ciencia y la cultura y la promoción de la educación moderna. Por lo tanto Zhonghua se convirtió rápidamente en una empresa de publicación moderna en todo el país. A través de su desarrollo Zhonghua se reunió alrededor de sí mismo una gran cantidad de expertos y celebridades. Muchos libros de referencia y antiguos clásicos le ganaron una gran fama. Al mismo tiempo, Zhonghua celebró más de 20 periódicos respected.

En 1958, el Consejo de Estado nombró un equipo para dirigir la edición y publicación de clásicos antiguos, un proyecto que Zhonghua llevado a cabo. Desde entonces, Zhonghua se convirtió en un editor profesional de antiguos y modernos clásicos de humanidades. Desde 1958, Zhonghua ha publicado muchos textos antiguos y clásicos sobre literatura, historia, filosofía e idiomas. Zhonghua ha producido más de 30.000 títulos en sus 100 años de publicación, en los que casi 200 han sido galardonados con varios premios.

Zhonghua desarrollará con sus propias características los siguientes aspectos: historia y filosofía, lenguaje y literatura, diccionario y referencias, lecturas populares, libros de texto, libros de estudiantes, periódicos, registros locales. Zhonghua continuará su compromiso con la gloria pasada de China, difundiendo el conocimiento cultural y científico, y aumentará su esfuerzo para introducir Chineseculture a otras partes del mundo.

## Ramas

### Compañía editorial Zhonghua (Beijing)
- Shanghái lexicográfico Editorial 上海辞书出版社Su precedente fue el Instituto de Edición Ci Hai afiliado a Zhong Hua Book Co, fundada en agosto de 1958. A partir de enero de 1978, adoptó el nombre actual.

### Compañía editorial Zhonghua (Taiwán)
Originalmente establecido en 1945 en Taipéi, Taiwán

### Compañía editorial Zhonghua (Hong Kong)
Originalmente establecida en 1927 en Queen's Road Central, Hong Kong

### Compañía editorial Zhonghua (Singapur)
Originalmente establecida en 1923, fue incorporada en 27 de octubre de 1989 como una empresa privada limitada.

## Publicaciones representativas
- Zizhi Tongjian 资治通鉴
- Veinticuatro Historias 二十四史